# Аудиториаты
Аудиториаты — высшие ревизионные военные суды в Российской империи, просуществовавшие до введения военно-судебной реформы 1867 года, когда их сменил Главный военный суд. 

## История
Генерал-аудиторы и генерал-аудиторы-лейтенанты появились в штатах русского войска при Петре I, 19 февраля 1711 года — взамен дьяков и подъячих. Для подготовки отечественных военных юристов в 1719 году Пётр I создал школу для образования «шляхетных недорослей» в «науке аудиторских дел», которая однако не имела развития. При назначении на должность аудитора главным оказалось знание грамоты «для исполнения писарских обязанностей» — единственными школами, которые могли давать таких людей в XVIII веке, оказались гарнизонные школы, устроенные в царствование Анны Иоанновны. Екатерина II повелела открыть классы юриспруденции в кадетском корпусе и университете; для подготовки было рекомендовано использовать сочинение Пуфендорфа «О должностях человека и гражданина» в переводе Барбейрака.
В 1797 году при императоре Павле I для улучшения военного судопроизводства и укрепления правосудия был учреждён генерал-аудиториат, который заменил в Военной коллегии аудиторскую экспедицию. В коллегии был оставлен только пересмотр дел о нижних чинах не из дворян, приговорённых к смертной казни. При Александре I было положено решения военных судов рассматривать в трёх инстанциях. В 1805 году генерал-аудиториат возглавил князь С. И. Салагов.
Всего в Российской империи было пять аудиториатов, по числу министерств, заведовавших отдельными силами или корпусами, организованными по-военному: 1) для сухопутной армии — при военном министерстве; 2) для флота — при морском министерстве; 3) для чинов Горного корпуса — при министерстве финансов; 4) для чинов корпуса лесничих при министерстве государственных имуществ; 5) для Корпуса инженеров путей сообщения — при Главном управлении путей сообщения и публичных зданий. Два первые назывались генерал-аудиториатами, а три последние аудиториатами: горным, лесным, главного управления путей сообщения и публичных зданий. Несмотря на различие названий, власть их была практически одинакова. 
Генерал-аудиториат военного министерства состоял из председателя, шести штатных членов из высших военных чинов и из нескольких сверхштатных членов, которые могли быть назначены из чинов гражданского ведомства. В морском генерал-аудиториате заседали флагманы (морские генералы); в состав горного аудиториата входили члены совета корпуса горных инженеров и другие лица горного ведомства, назначавшиеся высочайшею властью; председательствовал в нем или начальник штаба означенного корпуса, или директор департамента горных и соляных дел, по старшинству в чине. Лесной аудиториат состоял из нескольких генералов и полковников корпуса лесничих. Аудиториат главного управления путей сообщения и публичных зданий состоял из товарища главноуправляющего (председатель), начальника штаба и трех других членов по высочайшему назначению. 
Решения аудиториата и генерал-аудиториата по важным делам приводились в исполнение только после высочайшего утверждения. 
Министры по отношению к аудиториатам имели ту же власть, какую министр юстиции имеет по отношению к Сенату, то есть власть наблюдательную и прокурорскую. С введением военно-судебной реформы 1867 года аудиториаты были упразднены, а надзор за всеми военно-судебными местами сосредоточен во вновь учрежденном главном военном суде. 
Полевым аудиториатом назывался военный суд при армии.